# More about Nostradamus
More about Nostradamus è un cortometraggio del 1941 diretto da David Miller.

## Trama
Film biografico del medico e astrologo francese Nostradamus (1503-1566). David Miller, evidenzia alcune delle sue profezie.

## Conosciuto anche come
- USA: Carey Wilson's 'More About Nostradamus'

## Riconoscimenti
- Nomination Oscar al miglior cortometraggio[1]